# Lavar Edwards
Lavar M. Edwards, né le 29 avril 1990, est un joueur américain de football américain.
Il joue au poste de defensive end dans la National Football League (NFL), puis en Ligue canadienne de football (LCF).
Auparavant, au niveau universitaire, il joue pour les Tigers de LSU dans la NCAA Division I FBS de 2009 à 2012, avant d'être sélectionné en 142e choix global lors du 5e tour de la draft 2013 de la NFL par la franchise des Titans du Tennessee.

## Premières années
Edwards fréquente le lycée Desire Street Academy (en). Il est classé parmi les 40 meilleurs espoirs de l'État de Louisiane par Rivals.com. Au lycée, il est nommé dans la Super Dozen du Baton Rouge Advocate.

## Carrière universitaire
Il accepte une bourse pour jouer à la l'université d'État de Louisiane pour l'équipe des Tigers de LSU de l'entraîneur Les Miles (en) de 2009 à 2012. Au cours de ses deux dernières années, il joue le defensive end derrière Barkevious Mingo et Sam Montgomery (en).
Il termine sa carrière universitaire avec un total de 96 plaquages, 10,5 sacks, deux interceptions et deux fumbles forcés. Le 25 janvier 2013, il est sélectionné pour participer au Senior Bowl 2013 (en).

### Titans du Tennessee
Edwards est sélectionné par les Titans du Tennessee au cinquième tour (142e au total) de la draft de la NFL en 2013, avec l'intention de jouer defensive end dans la défense 4-3 du coordinateur défensif Jerry Gray (en). En tant que recrue, il reste inactif pendant neuf matchs, dispute dans 7 matchs (une fois titulaire), tout en enregistrant 10 plaquages, un plaquage pour perte, une pression sur le quarterback et une passe défendue.
Le coordinateur défensif de la saison suivante, Ray Horton (en), est embauché pour changer la défense en un alignement 3-4, Edwards est donc envoyé aux Cowboys de Dallas en échange d'un choix conditionnel de septième tour en août 2014.

### Cowboys de Dallas (premier passage)
Edwards est licencié le 20 septembre 2014. Il est re-signé dans l'équipe d'entraînement le 3 novembre 2014. Il est inscrit sur la liste des blessés le 10 décembre, terminant avec 10 plaquages. Il est licencié le 6 septembre 2015 pour faire place au running back Christine Michael (en).

### Raiders d'Oakland
Un jour après avoir été licencié par les Cowboys de Dallas, Edwards est recruté par les Raiders d'Oakland. Le 11 septembre 2015, il est coupé pour laisser la place au linebacker Aldon Smith.

### Bears de Chicago
Le 16 septembre 2015, il signe avec les Bears de Chicago. Il est licencié le 25 septembre.

### Cowboys de Dallas (deuxième passage)
Le 29 septembre 2015, Edwards rejoint l'équipe d'entraînement des Cowboys de Dallas.

### Bills de Buffalo
Le 1er décembre 2015, il signe avec les Bills de Buffalo. Le 2 septembre 2016, il est licencié par les Bills dans le cadre des réductions finales de l'effectif.

### Panthers de la Caroline
Le 4 septembre 2016, Edwards rejoint les Panthers. Il est coupé le 18 octobre 2016.

### Colts d'Indianapolis
Edwards signe avec les Colts d'Indianapolis le 19 octobre 2016. Il est coupé par les Colts le 15 décembre 2016 et signe avec l'équipe d'entraînement,. Il signe un contrat de joueur de réserve avec les Colts le 2 janvier 2017. Le 2 septembre 2017, Edwards est licencié par les Colts.

### Browns de Cleveland
Le 13 décembre 2017, Edwards signe avec les Browns de Cleveland.